# Berengar von Passau
Berengar von Passau (* in Passau; † 14. Juli 1045 in Passau) war von 1013 bis 1045 der 20. Bischof von Passau. 
Berengar war Sohn eines reichen Bürgers und wohl einer der wenigen in Passau geborenen Bischöfe von Passau. Während Berengars Amtszeit kam die ungarische Königin Gisela nach Passau, um hier in das Reichsstift Niedernburg einzutreten, wo sie alsbald auch als Äbtissin wirkte. 
Im Jahr 1045 weilte der spätere Kaiser Heinrich III. in Passau und feierte zusammen mit Bischof Berengar das Himmelfahrtsfest.
Er pflegte enge Beziehungen zum späteren Abt Gotthard von Niederaltaich und zu dem berühmten Einsiedler Gunther.